# Ibliss
Ibliss — немецкая Краут-рок/прогрессив/джаз-фьюжн музыкальная группа из Райнланда, созданная в 1970 году ранним ударником Kraftwerk Андреасом Хоуманном, перкуссионистом группы-предшественницы Kraftwerk Organisation, уроженцем Багдада, Базилем Хаммоуди, двумя братьями Бюльмайерами Норбертом и Вольфгангом, а также Райнером Бюхелем. Название группы является отсылкой к арабскому слову "дьявольский". Музыку Ibliss можно охарактеризовать как джазовый краут-рок с сильным ударным воздействием. Ibliss записали один альбом в Гамбурге — с известным продюсером краут-рока Конни Планком. В альбом вошли четыре длинных инструментальных трека с тяжёлым ударным звучанием, стиль которых был обозначен на наклейке на обложке испанского переиздания 2009 года как "космический фьюжн" с "ближневосточным колоритом". Данные о продажах оригинального издания неизвестны, в приложении к переизданию говорится о нескольких тысячах экземпляров. Группа распалась в 1973 году.

## Дискография
- Supernova (1972)

## Участники записи
- Андреас Хоуманн — ударные, перкуссия
- Базиль Хаммоуди — перкуссия, флейта, вокал
- Вольфганг Бюльмайер — гитара, перкуссия
- Норберт Бюльмайер — бас-гитара, перкуссия
- Райнер Бюхель — саксофон, флейта